# Мідний змій (картина Бруні)
Мі́дний змій — гігантська за розміром картина російського художника італійського походження Федора (Фіделіо) Бруні (1799—1875), завершена 1841 року. Вона є частиною збірки Державного російського музею в Санкт-Петербурзі (інв. Ж-5070). Розмір картини — 565 × 852 см.
За сюжет для картини Бруні використав історію, описану в Старому Заповіті — про те, як після багатьох років блукання кам'янистою пустелею, юдейський народ, якого з Єгипту вів пророк Мойсей, почав втрачати віру та ремстувавати, унаслідок чого послідувало Боже покарання — дощ з отруйних змій, для порятунку від смертельних укусів яких було виставлено мідного змія.
Бруні працював над цим полотном близько п'ятнадцяти років: він повідомив Товариству заохочення художників про початок роботи над великою картиною в лютому 1827 року, а завершив її 1841 року. В 1833—1836 роках він працював у Італії, потому його відкликали в Петербург для викладання в Академії мистецтв, а 1838 року він знову повернувся до Рима, де й завершив роботу над картиною.
Спочатку полотно з успіхом експонувалось у Римі, влітку 1841 року його було відправлено до Росії та виставлено в Зимовому палаці, а ще через деякий час перенесено до Академії мистецтв. Спочатку Мідного Змія часто порівнювали з великоформатною картиною Карла Брюллова Останній день Помпеї, що появилась сімома роками раніше — як наслідок, обидві картини вивісили поряд одна з одною в Ермітажі, і в Російському музеї; їх називали «колосами російського живопису.»
Площа поверхні полотна становить близько 48 м², а його маса — близько 70 кг. Її вважають найбільшою за розміром картиною в російському історичному живописі, найбільшою картиною збірки Державного російського музею, а також найбільшою за величиною серед станкових картин першої половини XIX століття.

## Опис і сюжет
Сюжет картини Мідний змій ґрунтується на історії, описаній в Старому Заповіті, у Книзі Чисел — четвертій книзі П'ятикнижжя (Тори). Після довгих років блукань безводною пустелею, через яку Мойсей вів народ юдейський від єгипетського полону, люди почали ремствувати, оскільки в них появились сумніви щодо здатності пророка вивести їх. І тоді спіткала їх кара Господня — дощ з отруйних змій. Розкаявшись, вони почали молити в Бога прощення, і тоді Мойсей виставив мідного змія, як велів йому Господь, щоби ті, хто погляне на нього з істинною вірою, залишись живими, вилікувавшись від зміїних укусів:
|  | 8 І сказав Господь до Мойсея: Зроби собі сарафа, і вистав його на жердині. І станеться, кожен покусаний, як погляне на нього, то буде жити. 9 І зробив Мойсей мідяного змія, і виставив його на жердині. І сталося, якщо змій покусав кого, то той дивився на мідяного змія і жив! |

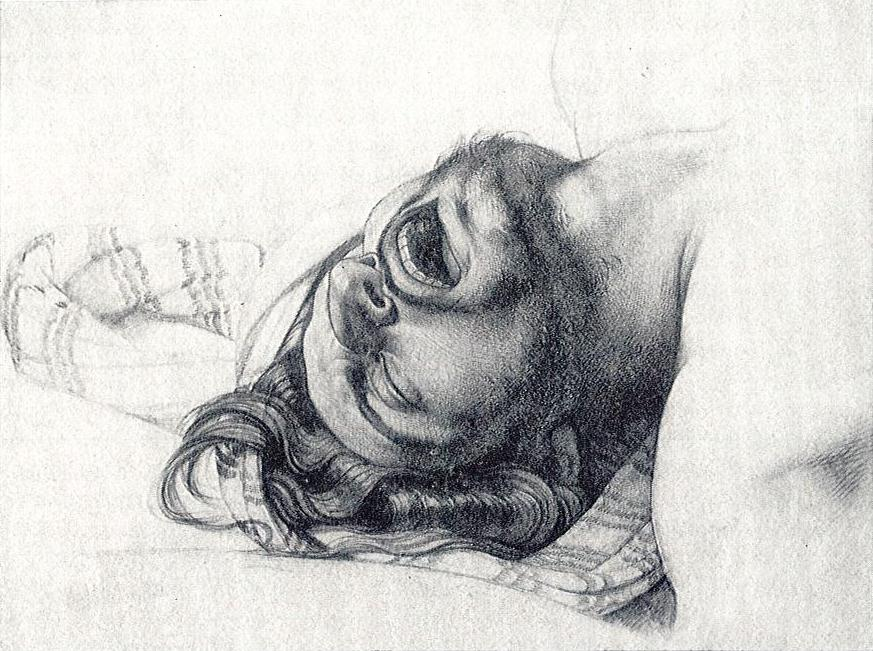
Федір Бруні. Голова чоловіка, що кричить (малюнок для картини Мідний змій)

Сам Бруні, обговорюючи задум картини писав: Я намагався зробити так, щоб з першого погляду вона вселяла пететичний пафос цієї жахливої сцени та щоб на ній була печатка божої кари. У кінцевому варіанті картина являла собою величезну багатофігурну композицію, в якій складно виділити якого-небудь героя. Частина людей тягнеться до мідного змія за спасінням, інші в паніці намагаються уникнути дощу з живих змій. Дехто вражений загибеллю близьких людей, дехто вимолює в Бога прощення, а дехто проклинає його та Мойсея. Картина сповнена зображень горя, болю, жаху та смерті.
У центрі картини на задньому плані зображений пророк Мойсей, який жезлом вказує на мідного змія, а вільною рукою подає знак наблизитись до нього. Його погляд є суворим та направленим поверх голів страждальців. Поряд із ним стоїть первосвященник Елеазар — син Аарона, брата Мойсея, а позаду них — група левітів. Мойсей і Елеазар перебувають у геометричному центрі полотна та символізують надлюдську силу — з одного боку, кара (Елеазар), а з іншого — вказівка до спасіння (Мойсей).
Але не Мойсей із Елеазаром, а люди, зображені на передньому, більш великому плані картини, першою чергою привертають увагу глядача. Їх охопив страх та розпач, навіть не обдумуючи пошуки порятунку, і не страючись поглянути на мідного змія — таке враження, що вони не чують Мойсея, або просто не в стані дослухатись до його поради. У центрі картини — чоловік атлетичної конституції, що перебуває в стані агонії від укусів змій. Його нога обвита змією, а рот широко відкритий — схоже, що він проклинає всіх «у біснуватості та богохульстві». Інколи його фігуру порівнюють із Лаокооном — жрецем бога Аполлона в Трої, який, за переданням, був задушений зміями разом зі своїми синами («Лаокоон і його сини»).

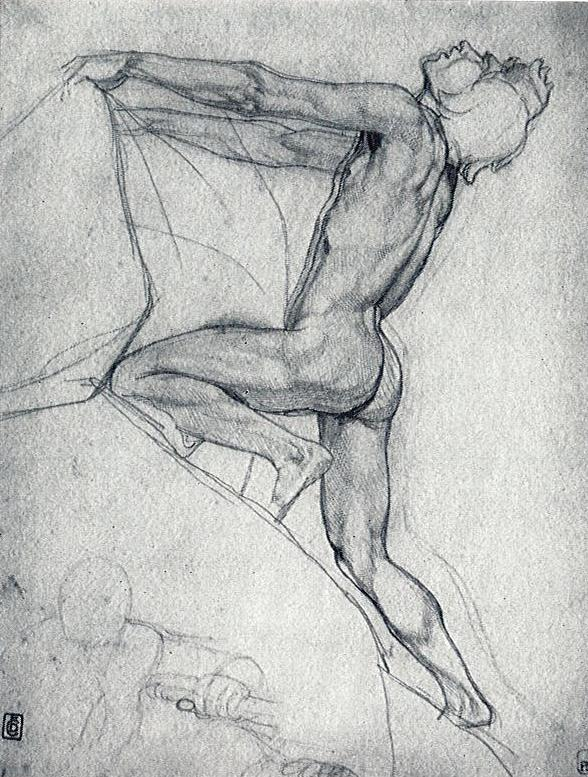
Федір Бруні. Хлопець, що піднімається на скелю (малюнок для картини Мідний змій)

Справа на передньому плані картини зображена жінка, що в страху та відчаї кинулась до свого чоловіка. Обличчя жінки схоже з обличчям Анжеліки — дружини Бруні. Таке введення до картини рідного для художника образу можна розглядати як прояв романтизму в історичному живописі. Ця жінка є локальним центром правої частини картини — усі довколишні персонажі теж охоплені жахом. Те, що багато з них шукають захисту в рідних і близьких, не цілком відповідає біблійному опису, згідно з яким, для видужання людям достатньо було поглянути на мідного змія.